# Rheinischer Literaturpreis Siegburg
Der Rheinischen Literaturpreis Siegburg wurde von 1995 bis 2014 vorrangig an in der rheinischen Region beheimatete Autoren vergeben. Er wurde von Jochen Arlt gegründet und zunächst jährlich, später alle zwei Jahre verliehen. Der Kulturausschuss des Rates der Stadt Siegburg legte Themen und Ausschreibungsverfahren der Verleihungen fest. Der Preisträger wurde dann von einer Fachjury ermittelt. Der Literaturpreis war mit 5.000 Euro dotiert und wurde während der jeweils im November stattfindenden Siegburger Literaturwochen verliehen.

## Preisträger
- 1995 Petra Hammesfahr (Krimi)
- 1996 Jochen Schimmang (Erzählung)
- 1997 Peter Maiwald (Lyrik)
- 1998 Jürgen Becker (Hörspiel)
- 1999 Gisbert Haefs (Prosa der Nach-Böll-Generation)
- 2000 Dieter Höss (Satire und literarische Humoreske)
- 2001 Jo Pestum (Jugendbuch – Roman und Erzählungen)
- 2002 Hans Bemmann (Phantastische Literatur)
- 2004 Karl Otto Conrady (Essay)
- 2006 Ralph Giordano (Reiseliteratur)
- 2008 Burkhard Spinnen (Kurzgeschichte)
- 2010 Norbert Scheuer (Heimat. Prosa aus dem Rheinland)
- 2012 Martin Baltscheit (Demenz im Kinderbuch)[1]
- 2014 Randi Crott (Autobiographische Texte)[2]